# Thai ngoài tử cung
Thai ngoài tử cung là một biến chứng thai kỳ, trong đó phôi thai làm tổ bên ngoài tử cung. Các dấu hiệu và triệu chứng cổ điển bao gồm đau bụng và chảy máu âm đạo. Ít hơn 50 phần trăm phụ nữ có cả hai triệu chứng trên. Cơn đau có thể được mô tả như là rát bỏng, nhẹ nhàng, hoặc quặn thắt. Cơn đau cũng có thể lan đến vai nếu có chảy máu vào trong ổ bụng. Chảy máu ồ ạt có thể dẫn đến nhịp tim nhanh bất thường, ngất xỉu, hoặc sốc. Trong hầu hết các trường hợp bào thai không thể sống sót.
Yếu tố nguy cơ cho thai ngoài tử cung bao gồm: bệnh viêm vùng chậu, thường là do bệnh Chlamydia,
hút thuốc lá, phẫu thuật ống dẫn trứng trước, bệnh sử vô sinh, và việc sử dụng các công nghệ hỗ trợ sinh sản. Những người trước đây đã từng có thai ngoài tử cung có nguy cơ tái diễn thai ngoài cao hơn nhiều. Hầu hết các thai ngoài tử cung (90%) xảy ra trong ống dẫn trứng được gọi là thai ngoài ống tử cung. Cấy thai cũng có thể xảy ra ở cổ tử cung, buồng trứng, hoặc bên trong ổ bụng. Phát hiện mang thai ngoài tử cung thường là bằng cách xét nghiệm máu cho gonadotropin màng đệm người (hCG) và siêu âm. Điều này có thể yêu cầu xét nghiệm nhiều hơn một lần. Siêu âm làm việc tốt nhất khi được thực hiện từ bên trong âm đạo. Các nguyên nhân khác có triệu chứng tương tự bao gồm: hư thai, xoắn buồng trứng, và viêm ruột thừa cấp tính.
Phòng bệnh bằng cách giảm các yếu tố nguy cơ như viêm nhiễm chlamydia qua sàng lọc và điều trị. Trong khi một số thai ngoài tử cung sẽ tự giải quyết mà không cần điều trị, phương pháp này đã không được nghiên cứu như tính đến năm 2014. Việc sử dụng thuốc methotrexate tỏ ra hiệu quả cũng như phẫu thuật trong một số trường hợp. Cụ thể nó hoạt động tốt khi beta-HCG thấp và kích thước của thai ngoài tử cung là nhỏ. Phẫu thuật vẫn thường được đề nghị nếu ống đã bị vỡ, có nhịp tim của thai nhi, hoặc các dấu hiệu sinh tồn của bào thai là không ổn định. Phẫu thuật có thể được phẫu thuật nội soi hoặc thông qua một vết rạch lớn hơn, được gọi là phẫu thuật mở bụng. Kết quả thường là tốt với điều trị.
Tỷ lệ mang thai ngoài tử cung là khoảng 1 và 2% của ca sinh tự nhiên tại các nước đang phát triển, mặc dù nó có thể cao tới 4% trong số những người sử dụng công nghệ hỗ trợ sinh sản. Đây là nguyên nhân phổ biến nhất gây tử vong trong thời gian 3 tháng đầu tiên của thai kỳ với tỷ lệ khoảng 10% ca tử vong. Trong các nước công nghiệp tỷ lệ này đã được cải thiện trong khi ở các nước đang phát triển tỷ lệ này vẫn còn cao. Nguy cơ tử vong ở sản phụ trong thế giới phát triển là giữa 0,1 và 0,3 % trong khi ở các nước đang phát triển nó là từ 1 đến 3%. Mô tả đầu tiên được biết đến của thai ngoài tử cung là do Albucasis thực hiện trong thế kỷ 11. Từ tiếng Anh của nó, "ectopic pregnancy" có nghĩa là "thai sai vị trí".

## Nguyên nhân
Có rất nhiều nguyên nhân gây ra thai ngoài tử cung đứng hàng đầu là nguyên nhân làm viêm nhiễm vòi trứng, trong đó nạo phá thai nhiều lần, viêm nhiễm vùng chậu là nguyên nhân thường gặp nhất. Ngoài ra, còn có những nguyên nhân khác như: khối u phần phụ như u nang buồng trứng, những phẫu thuật được thực hiện trước đó đến vòi trứng.